# Auguste-Louis Loubatières
Pour les articles homonymes, voir Loubatières.
Auguste-Louis Loubatières, né le 28 décembre 1912 à Agde et mort le 9 janvier 1977 à Montpellier, est un médecin endocrinologue français. Il a participé à la mise au point des médicaments antidiabétiques de type sulfamidé.  
La découverte des antidiabétiques oraux remonte à la deuxième moitié du XIXe siècle. L'effet hypoglycémiant de certains sulfamides antibactériens est montré en 1942 par Marcel Janbon à Montpellier et prouvé expérimentalement par Auguste Loubatières.
C'est en 1942, à Montpellier, que Janbon et son équipe découvrent les effets hypoglycémiants d'un sulfonamide. Loubatières démontre ensuite la nécessité de la présence d'un pancréas pour que ces effets s'exercent.
Auguste Loubatières est élu membre libre de l'Académie des sciences en 1967. Le lycée d'Agde a été rebaptisé Lycée Auguste Loubatières en l'honneur de son ancien élève.
Il est inhumé au cimetière Saint-Lazare de Montpellier.